# الیزابت فرای
الیزابت فرای (انگلیسی: Elizabeth Fry زاده ۲۱ مه ۱۷۸۰- درگذشته ۱۲ اکتبر ۱۸۴۵)، اصلاح طلب زندان، اصلاح طلب اجتماعی، انسان‌دوست مسیحی و کوئیکرها اهل انگلستان بود
وی از شخصیت‌های خَیِر سده نوزدهم که به‌ویژه به وضعیت زندانیان رسیدگی می‌کرد
از سال ۲۰۰۱ تصویر الیزابت فرای پشت اسکناس ۵ پوندی انگلستان نقش بسته شده بود که در سال ۲۰۱۶ به عکس وینستون چرچیل تغییر کرد.